# Legitimatiebewijs
Een legitimatiebewijs is een document waarmee iemand kan aantonen dat hij ergens terecht aanspraak op maakt. Een legitimatiebewijs zegt dus wat je bent. Met een pinpas legitimeert iemand zich bij de betaalautomaat als de houder van een rekening. Een OV-chipkaart zegt dat iemand houder is van een geldig reisrecht. Met een bibliotheekpas kan iemand aantonen is dat hij de houder is van een bibliotheekabonnement. 
Een legitimatiebewijs bevat vaak een foto, de naam van de houder, de naam van de instantie die het legitimatiebewijs heeft uitgevaardigd en een (beknopte) omschrijving van hetgeen waarop iemand aanspraak kan maken. Soms bevat het tevens de geboortedatum en geslacht van de houder.

## Anders dan identiteitsbewijs
Anders dan in populair taalgebruik zit er dus in juridisch opzicht een wezenlijk verschil tussen een legitimatiebewijs en een identiteitsbewijs, zoals een paspoort. Een identiteitsbewijs zegt namelijk niet wat je bent of waar je aanspraak op hebt, maar wie je bent (persoonsgegevens en persoonskenmerken). 
Een rijbewijs verenigt in Nederland en sommige andere landen, zoals de Verenigde Staten, beide functies: het is strikt genomen een legitimatiebewijs, het primaire doel is immers om de bevoegdheid tot het besturen van een motorvoertuig aan te tonen, maar het wordt door autoriteiten in veel gevallen ook geaccepteerd als identiteitsbewijs.

## Legitimatie door toezichts- en opsporingsambtenaren
Ambtenaren die belast zijn met toezicht of opsporing dragen verplicht een legitimatiebewijs. Zo moet een politieambtenaar zich desgevraagd legitimeren. Treedt de politieambtenaar op in burgerkleding, dan moet hij zich zelfs terstond en ongevraagd legitimeren als hij van zijn bevoegdheid gebruikmaakt. Bijvoorbeeld als hij een aanwijzing geeft aan een weggebruiker. Bezwaar is daarbij dat de burger meestal niet weet hoe zo'n legitimatiebewijs eruitziet, zodat hij niet kan controleren of het document echt is.
Collectanten moeten zich ook kunnen legitimeren. Hierbij geldt hetzelfde probleem als bij politieambtenaren.